# Elaeocarpaceae
Elaeocarpaceae is een botanische naam, voor een familie van tweezaadlobbige planten. Een familie onder deze naam wordt tamelijk algemeen erkend door systemen voor plantentaxonomie, en zo ook door het APG-systeem (1998) en het APG II-systeem (2003). In APG II is de familie groter dan in APG I, omdat de planten die eerder de familie Tremandraceae vormden worden ingevoegd.
Het gaat om een niet al te grote familie van enige honderden soorten.
Het is opmerkelijk is dat het Cronquist-systeem (1981) deze familie plaatste in de orde Malvales. De rest van die orde wordt door APG ingedeeld als één familie, zo nauw verwant zijn deze planten. Daarentegen is deze familie naar een andere orde verhuisd en dus kennelijk helemaal niet verwant.